# ウルトラ警備隊 モンスターアタック
ウルトラ警備隊 モンスターアタック(ウルトラけいびたい モンスターアタック)は、ロケットカンパニーが製作し、2004年8月5日に発売されたゲームボーイアドバンス専用ソフトである。ジャンルはスーパーロボット大戦シリーズなどに代表されるシミュレーションゲームでいわゆる「ウルトラマン版スパロボ」ともいうべき作品。
円谷プロダクションによる全面監修のもと、『ウルトラマン』、『ウルトラセブン』、『帰ってきたウルトラマン』の中で1話から最終話までの名エピソードを追体験できる。

## 概要
科学特捜隊・ウルトラ警備隊・MATの隊員や、戦闘機などのメカ（ジェットビートルやウルトラホークなど）を動かし、ウルトラマンと共に怪獣を倒していくことが目的である。最大の特徴は、本作品はあくまで「ウルトラマン達が地球で所属していた隊」が主役であるという点である。

### 本作独自の特徴
大まかなシステムはスパロボに準拠しているが、原作の設定など考慮し、このゲーム独特の要素が多い。
ユニットのパワーバランスは原則「怪獣達＞操作できる隊」
原作ではウルトラマン達が怪獣達をなんとかしていた事が多かったこともあり、地球陣営のユニットは怪獣達より弱い。そのため地球の戦力だけで怪獣達と戦闘すると簡単に負けてしまう。それを補う要素として、下記のウルトラマン達である。
ウルトラマン達は直接操作できない味方NPC扱い
ウルトラマン達は味方NPC扱いで直接操作できず、味方の行動フェイズ終了後に勝手に行動する。コマンドの呼びかけ（指定した敵を狙わせる・特定の施設を守る・特定の箇所に向かわせる）をする事で大雑把な指示ができ、ウルトラマン達は指示に基づいた行動をする。ウルトラマン達は最強クラスのユニット性能で、並の怪獣1～2体程度なら1人で圧倒する事ができるほど強い。ただし、原作の制限時間が反映されており、戦闘をしなくても勝手にENが減っていく上、ENかHP、どちらかが尽きると作戦終了前に帰ってしまう。そのため、いかにウルトラマン達に的確な指示を出せるかが攻略の鍵となる。
生身ユニット
本作の操作できるユニットは兵器の他に生身の人間がいる。兵器を自由に乗り降りで臨機応変な立ち回りができる他、生身の人間は兵器のようにENの概念がない。さらにサイズが小さいため、怪獣の攻撃を避けやすい。代わりに単純なユニット性能は味方の中で最弱で1発の被弾で瀕死になる事が多い。乗っている兵器が破壊された時、左右のマス空きがあった場合は脱出して生身ユニットとして続行する。なお、屋内戦の場合は兵器が使えず、生身で戦う。
巨大ユニットの歩行移動による踏みつぶし
怪獣やウルトラマン達は建物や地球の兵器、生身の人間より大きい。それが反映されてか、地上歩行で移動をする際、通り道に建物・地上兵器(着陸した戦闘機)・生身のユニットがいるとそれを踏みつぶし、HP関係なく1発で破壊(負傷)してしまう。そのため怪獣達の移動も考慮して戦略を立てる必要がある。
ユニットにレベルの概念が存在しない
RPGではよくあるレベルが存在せず、自主的に戦力を強化する事が出来ない。戦力の強化はインターミッションでできる兵器、もしくは生身の携行兵器の改造のみ。
向きシステム
このゲームには（『スパロボ』などにはない）「方向」の概念がある。正面からだと簡単に反撃されるが、側面や背後からの攻撃だと反撃できなかったり、命中・回避で有利(不利)が発生する。そのため、怪獣の正面に攻撃を当てるのではなく側面や背面に回り込んで攻撃を当てるのが推奨される。
自衛隊出動要請
一部の場面を除き、戦闘前に自衛隊に援軍を頼むか選択を迫られ、「頼む」を選択するとユニットの数が増える。さらに兵器のENなどを回復させる補給車も配備されるため、戦闘がやりやすくなる。その代わり、支持率の上昇幅が下がってしまう。
支持率と予算
シナリオをクリアするとプレイ結果に応じて隊の支持率が変動し、国家から支持率に応じた予算(このゲームにおける資金)が隊に支給される。隊員(機体)や市民に被害が出た場合は隊の予算から治療・修理・弁済と言う形で差し引かれる。怪獣やウルトラマンに建物や機体をたくさん破壊されると隊の存在意義が問われて支持率が下がったり、損害による支出で隊の予算が苦しくなってしまう。そうなると次回出動時に備えた機体や武器の改造が困難になってしまう。また、ウルトラマン達が怪獣を倒すと支持率上昇度が減ってしまうため、予算と支持率を確保するならウルトラマンで怪獣達のHPを削りつつ、トドメは自分達でするのが推奨される。
本作品のシナリオは、冒頭でどの組織を選ぶかにより3ルート存在する。勿論、いずれを選択しても怪獣やウルトラ戦士は映像作品の枠を超えて登場する。

## 登場怪獣

### ウルトラマン
ベムラー
バルタン星人
バルタン星人の円盤
レッドキング
ピグモン
ザラブ星人/偽ウルトラマン
テレスドン
地底人
ノンマルトと祖を同じくする地球先住民族。ユートムも彼らが開発した。
ジャミラ
ゴモラ
ジェロニモン
テレスドンの他、（テレビ版の脚本設定で蘇らせるはずだった）レッドキング&ゴモラや、ベムラーまでも蘇らせる。
ゼットン

### ウルトラセブン
クール星人
本作品ではキル星人は登場せず、恐竜戦車を作ったのは彼らという設定。
エレキング
クール星人に操られて登場。色違いの雑魚も登場する。
メトロン星人
イカルス星人
アイロス星人
キングジョー
ユートム
恐竜戦車
ノンマルト
地球の先住民族。タッコングやシーゴラスを従えて地上に攻撃を行うほか、恐竜戦車まで保有していた。
偽ウルトラセブン
パンドン

### 帰ってきたウルトラマン
タッコング
ツインテール
グドン
シーゴラス
シーモンス
ベムスター
バリケーン
ヤメタランス
クール星人に操られ都心部に送られる。
ナックル星人
シーゴラスやベムスターに加え、バリケーンも蘇らせる。
ブラックキング

### ウルトラマンA
異次元人ヤプール
本作品事実上のラスボス。巨大ヤプールとして登場する。

## 販売展開
このゲームの初回生産分として科特隊の通信アイテム『流星バッジ（円谷プロ協力）』が封入された。なお、このバッジはピンバッジとなっており、アンテナ部分は伸縮可能である。